# Coupe de France masculine de handball 2008-2009
Navigation
Coupe de France 2007-2008 Coupe de France 2009-2010
La Coupe de France masculine de handball 2008-2009est la 26e édition de la compétition.  Le "Final Four" s'est déroulé à Dijon.
La compétition est remportée pour la neuvième fois par le Montpellier Agglomération Handball, vainqueur en finale du Chambéry Savoie Handball.

## Tableau final
|  | Huitièmes de finale   | Huitièmes de finale |                    |    | Quarts de finale | Quarts de finale |  |  | Demi-finales | Demi-finales |  |  | Finale      | Finale      |
|  | Huitièmes de finale   | Huitièmes de finale |                    |    | Quarts de finale | Quarts de finale |  |  | Demi-finales | Demi-finales |  |  | Finale      | Finale      |
|  |                       |                     |                    |    |                  |                  |  |  |              |              |  |  |             |             |
|  | 11 mars 2009          | 11 mars 2009        |                    |    | 10 mai 2009      | 10 mai 2009      |  |  | 6 juin 2009  | 6 juin 2009  |  |  | 7 juin 2009 | 7 juin 2009 |
|  | 11 mars 2009          | 11 mars 2009        |                    |    | 10 mai 2009      | 10 mai 2009      |  |  | 6 juin 2009  | 6 juin 2009  |  |  | 7 juin 2009 | 7 juin 2009 |
|  | Girondins de Bordeaux | 22                  |                    |    | 10 mai 2009      | 10 mai 2009      |  |  | 6 juin 2009  | 6 juin 2009  |  |  | 7 juin 2009 | 7 juin 2009 |
|  | Girondins de Bordeaux | 22                  |                    |    | 10 mai 2009      | 10 mai 2009      |  |  | 6 juin 2009  | 6 juin 2009  |  |  | 7 juin 2009 | 7 juin 2009 |
|  | Tremblay-en-France    | 31                  |                    |    | 10 mai 2009      | 10 mai 2009      |  |  | 6 juin 2009  | 6 juin 2009  |  |  | 7 juin 2009 | 7 juin 2009 |
|  | Tremblay-en-France    | 31                  | Tremblay-en-France | 23 |                  |                  |  |  | 6 juin 2009  | 6 juin 2009  |  |  | 7 juin 2009 | 7 juin 2009 |
|  | 11 mars 2009          |                     | Tremblay-en-France | 23 |                  |                  |  |  | 6 juin 2009  | 6 juin 2009  |  |  | 7 juin 2009 | 7 juin 2009 |
|  |                       | Dunkerque HGL       | 36                 |    |                  |                  |  |  | 6 juin 2009  | 6 juin 2009  |  |  | 7 juin 2009 | 7 juin 2009 |
|  | Dunkerque HGL         | Dunkerque HGL       | 36                 | 27 |                  |                  |  |  | 6 juin 2009  | 6 juin 2009  |  |  | 7 juin 2009 | 7 juin 2009 |
|  | Dunkerque HGL         | 10 mai 2009         |                    | 27 |                  |                  |  |  | 6 juin 2009  | 6 juin 2009  |  |  | 7 juin 2009 | 7 juin 2009 |
|  | Istres OPH            | 26                  |                    |    |                  |                  |  |  | 6 juin 2009  | 6 juin 2009  |  |  | 7 juin 2009 | 7 juin 2009 |
|  | Istres OPH            | 26                  | Dunkerque HGL      | 28 |                  |                  |  |  |              |              |  |  | 7 juin 2009 | 7 juin 2009 |
|  | 11 mars 2009          |                     | Dunkerque HGL      | 28 |                  |                  |  |  |              |              |  |  | 7 juin 2009 | 7 juin 2009 |
|  |                       | Montpellier AHB     | 32                 |    |                  |                  |  |  |              |              |  |  | 7 juin 2009 | 7 juin 2009 |
|  | Dijon BHB             | Montpellier AHB     | 32                 | 25 |                  |                  |  |  |              |              |  |  | 7 juin 2009 | 7 juin 2009 |
|  | Dijon BHB             | 6 juin 2009         |                    | 25 |                  |                  |  |  |              |              |  |  | 7 juin 2009 | 7 juin 2009 |
|  | Toulouse Handball     | 24                  |                    |    |                  |                  |  |  |              |              |  |  | 7 juin 2009 | 7 juin 2009 |
|  | Toulouse Handball     | 24                  | Dijon BHB          | 24 |                  |                  |  |  |              |              |  |  | 7 juin 2009 | 7 juin 2009 |
|  | 11 mars 2009          |                     | Dijon BHB          | 24 |                  |                  |  |  |              |              |  |  | 7 juin 2009 | 7 juin 2009 |
|  |                       | Montpellier AHB     | 25                 |    |                  |                  |  |  |              |              |  |  | 7 juin 2009 | 7 juin 2009 |
|  | Saint-Raphaël VHB     | Montpellier AHB     | 25                 | 27 |                  |                  |  |  |              |              |  |  | 7 juin 2009 | 7 juin 2009 |
|  | Saint-Raphaël VHB     | 7 mai 2009          |                    | 27 |                  |                  |  |  |              |              |  |  | 7 juin 2009 | 7 juin 2009 |
|  | Montpellier AHB       | 38                  |                    |    |                  |                  |  |  |              |              |  |  | 7 juin 2009 | 7 juin 2009 |
|  | Montpellier AHB       | 38                  | Montpellier AHB    | 33 |                  |                  |  |  |              |              |  |  |             |             |
|  | 10 mars 2009          |                     | Montpellier AHB    | 33 |                  |                  |  |  |              |              |  |  |             |             |
|  |                       | Chambéry SH         | 25                 |    |                  |                  |  |  |              |              |  |  |             |             |
|  | Saint-Cyr Touraine    | Chambéry SH         | 25                 | 24 |                  |                  |  |  |              |              |  |  |             |             |
|  | Saint-Cyr Touraine    |                     |                    | 24 |                  |                  |  |  |              |              |  |  |             |             |
|  | USAM Nîmes            | 22                  |                    |    |                  |                  |  |  |              |              |  |  |             |             |
|  | USAM Nîmes            | 22                  | Saint-Cyr Touraine | 33 |                  |                  |  |  |              |              |  |  |             |             |
|  | 10 mars 2009          |                     | Saint-Cyr Touraine | 33 |                  |                  |  |  |              |              |  |  |             |             |
|  |                       | Chambéry SH         | 40                 |    |                  |                  |  |  |              |              |  |  |             |             |
|  | ASPTT Nancy           | Chambéry SH         | 40                 | 24 |                  |                  |  |  |              |              |  |  |             |             |
|  | ASPTT Nancy           | 10 mai 20095        |                    | 24 |                  |                  |  |  |              |              |  |  |             |             |
|  | Chambéry SH           | 34                  |                    |    |                  |                  |  |  |              |              |  |  |             |             |
|  | Chambéry SH           | 34                  | Chambéry SH        | 30 |                  |                  |  |  |              |              |  |  |             |             |
|  | 11 mars 2009          |                     | Chambéry SH        | 30 |                  |                  |  |  |              |              |  |  |             |             |
|  |                       | US Ivry             | 29                 |    |                  |                  |  |  |              |              |  |  |             |             |
|  | Pontault-Combault     | US Ivry             | 29                 | 33 |                  |                  |  |  |              |              |  |  |             |             |
|  | Pontault-Combault     |                     |                    | 33 |                  |                  |  |  |              |              |  |  |             |             |
|  | Aurillac HCA          | 30                  |                    |    |                  |                  |  |  |              |              |  |  |             |             |
|  | Aurillac HCA          | 30                  | Pontault-Combault  | 25 |                  |                  |  |  |              |              |  |  |             |             |
|  | 11 mars 2009          |                     | Pontault-Combault  | 25 |                  |                  |  |  |              |              |  |  |             |             |
|  |                       | US Ivry             | 35                 |    |                  |                  |  |  |              |              |  |  |             |             |
|  | Paris Handball        | US Ivry             | 35                 | 27 |                  |                  |  |  |              |              |  |  |             |             |
|  | Paris Handball        |                     |                    | 27 |                  |                  |  |  |              |              |  |  |             |             |
|  | US Ivry               | 29                  |                    |    |                  |                  |  |  |              |              |  |  |             |             |
|  | US Ivry               | 29                  |                    |    |                  |                  |  |  |              |              |  |  |             |             |

### Demi-finales
Les statistiques des demi-finales sont :
| Chambéry SH (30)       | Chambéry SH (30) | Chambéry SH (30) | US Ivry (29)         | US Ivry (29) | US Ivry (29) |
| Joueur                 | Buts             | dont 7m          | Joueur               | Buts         | dont 7m      |
| ---------------------- | ---------------- | ---------------- | -------------------- | ------------ | ------------ |
| Xavier Barachet        | 1/3              | 0/0              | Mathieu Bataille     | 5/6          | 0/0          |
| Florian Botti          | 0/0              | 0/0              | Guillaume Crépain    | 214          | 0/0          |
| Laurent Busselier      | 12/14            | 6/6              | Benoît Doré          | 5/7          | 1/1          |
| Baptiste Calandre      | 0/0              | 0/0              | Romain Guillard      | 2/4          | 0/0          |
| Grégoire Detrez        | 4/5              | 0/0              | Veljko Inđić         | 2/2          | 0/0          |
| Benjamin Gille         | 1/2              | 0/0              | Olivier Marroux      | 6/6          | 1/1          |
| Guillaume Marroux      | 0/0              | 0/0              | Teddy Poulin         | 4/10         | 0/0          |
| Benjamin Massot-Pellet | 5/8              | 0/0              | L Querin             | 0/0          | 0/0          |
| Daniel Narcisse        | 2/6              | 0/0              | Thomas Richard       | 1/3          | 0/0          |
| Jure Natek             | 1/3              | 0/0              | Fabien Ruiz Margaria | 0/1          | 0/0          |
| Zacharia N'Diaye       | 2/2              | 0/0              | Damir Smajilagić     | 1/4          | 0/0          |
| Karel Nocar            | 2/4              | 0/0              | Morgan Staigre       | 1/3          | 0/0          |
| Total                  | 30/47            | 8/8              | Total                | 32/57        | 4/9          |

| Chambéry SH    | Chambéry SH | Chambéry SH | US Ivry                | US Ivry | US Ivry |
| Gardien        | Arrêts      | dont 7m     | Gardien                | Arrêts  | dont 7m |
| -------------- | ----------- | ----------- | ---------------------- | ------- | ------- |
| Cyril Dumoulin | 14/42       | 0/1         | François-Xavier Chapon | 9/21    | 0/3     |
| Mickaël Robin  | 0/1         | 0/1         | Dragan Počuča          | 3/21    | 0/2     |
| Total          | 14/43       | 0/2         | Total                  | 12/42   | 0/5     |

| Montpellier AHB (32) | Montpellier AHB (32) | Montpellier AHB (32) | Dunkerque HGL (28)   | Dunkerque HGL (28) | Dunkerque HGL (28) |
| Joueur               | Buts                 | dont 7m              | Joueur               | Buts               | dont 7m            |
| -------------------- | -------------------- | -------------------- | -------------------- | ------------------ | ------------------ |
| Joël Abati           | 2/5                  | 0/0                  | Sébastien Bosquet    | 6/14               | 0/0                |
| William Accambray    | 0/0                  | 0/0                  | Richard Demaret      | 0/0                | 0/0                |
| Mladen Bojinović     | 9/12                 | 4/4                  | Yann Gheysen         | 0/0                | 0/0                |
| Adrien Dipanda       | 0/0                  | 0/0                  | Mickaël Grocaut      | 2/2                | 0/0                |
| Michaël Guigou       | 6/7                  | 3/3                  | Bastien Lamon        | 0/1                | 0/0                |
| Wissem Hmam          | 6/10                 | 0/0                  | Mohamed Mokrani      | 6/7                | 0/0                |
| Samuel Honrubia      | 1/2                  | 0/0                  | Ragnar Þór Óskarsson | 4/8                | 3/4                |
| Florent Joli         | 0/0                  | 0/0                  | Yurij Petrenko       | 1/4                | 0/0                |
| David Juříček        | 6/6                  | 0/0                  | Erwan Siakam-Kadji   | 5/12               | 0/0                |
| Heykel Megannem      | 0/0                  | 0/0                  | Pierre Soudry        | 2/3                | 0/0                |
| Rémi Salou           | 0/0                  | 0/0                  | Jaleleddine Touati   | 2/2                | 0/0                |
| Alexandre Tomas      | 2/2                  | 0/0                  | Jessy Vermersch      | 0/3                | 0/0                |
| Total                | 32/44                | 7/7                  | Total                | 9/58               | 2/3                |

| Montpellier AHB    | Montpellier AHB | Montpellier AHB | Dunkerque HGL    | Dunkerque HGL | Dunkerque HGL |
| Gardien            | Arrêts          | dont 7m         | Gardien          | Arrêts        | dont 7m       |
| ------------------ | --------------- | --------------- | ---------------- | ------------- | ------------- |
| Daouda Karaboué    | 7/26            | 0/3             | Arnaud Siffert   | 7/31          | 0/6           |
| Nebojša Stojinović | 16/25           | 1/1             | Péter Tatai (en) | 2/10          | 0/1           |
| Total              | 23/51           | 1/4             | Total            | 9/41          | 0/7           |

### Finale
Les statistiques de la finale sont :
| Montpellier AHB (33) | Montpellier AHB (33) | Montpellier AHB (33) | Chambéry SH (25)       | Chambéry SH (25) | Chambéry SH (25) |
| Joueur               | Buts                 | dont 7m              | Joueur                 | Buts             | dont 7m          |
| -------------------- | -------------------- | -------------------- | ---------------------- | ---------------- | ---------------- |
| Joël Abati           | 2/5                  | 0/0                  | Xavier Barachet        | 2/4              | 0/0              |
| William Accambray    | 1/3                  | 0/0                  | Florian Botti          | 0/0              | 0/0              |
| Mladen Bojinović     | 7/11                 | 4/5                  | Laurent Busselier      | 8/11             | 1/4              |
| Adrien Dipanda       | 1/1                  | 0/0                  | Baptiste Calandre      | 0/1              | 0/0              |
| Michaël Guigou       | 9/10                 | 2/2                  | Grégoire Detrez        | 1/1              | 0/0              |
| Wissem Hmam          | 5/9                  | 0/0                  | Benjamin Gille         | 1/2              | 0/0              |
| Samuel Honrubia      | 2/2                  | 1/1                  | Guillaume Marroux      | 1/3              | 0/2              |
| Florent Joli         | 1/1                  | 1/1                  | Benjamin Massot-Pellet | 3/8              | 1/2              |
| David Juříček        | 1/2                  | 0/0                  | Daniel Narcisse        | 6/10             | 0/0              |
| Heykel Megannem      | 0/0                  | 0/0                  | Jure Natek             | 0/1              | 0/0              |
| Rémi Salou           | 0/0                  | 0/0                  | Zacharia N'Diaye       | 1/1              | 0/0              |
| Alexandre Tomas      | 4/7                  | 0/0                  | Karel Nocar            | 2/4              | 0/0              |
| Total                | 33/51                | 8/9                  | Total                  | 25/46            | 2/8              |

| Montpellier AHB    | Montpellier AHB | Montpellier AHB | Chambéry SH    | Chambéry SH | Chambéry SH |
| Gardien            | Arrêts          | dont 7m         | Gardien        | Arrêts      | dont 7m     |
| ------------------ | --------------- | --------------- | -------------- | ----------- | ----------- |
| Daouda Karaboué    | 0/0             | 0/0             | Cyril Dumoulin | 9/28        | 0/6         |
| Nebojša Stojinović | 15/39           | 6/8             | Mickaël Robin  | 5/19        | 1/3         |
| Total              | 15/39           | 6/8             | Total          | 14/47       | 1/9         |

## Vainqueur final
| Coupe de France masculine 2008-2009 Montpellier Agglomération Handball (9e coupe de France) |